# Futsal-Afrikameisterschaft der Frauen
Die Futsal-Afrikameisterschaft der Frauen (englisch Women’s Futsal Africa Cup of Nations) ist die Futsalmeisterschaft der besten Frauenmannschaften Afrikas. Der Wettbewerb soll erstmals 2025[veraltet] ausgetragen werden und wird vom afrikanischen Fußballverband CAF organisiert.

## Die Turniere im Überblick
| Jahr         | Gastgeber | Finale        | Finale   | Finale   | Spiel um Platz drei | Spiel um Platz drei | Spiel um Platz drei |
| Jahr         | Gastgeber | Afrikameister | Ergebnis | 2. Platz | 3. Platz            | Ergebnis            | 4. Platz            |
| ------------ | --------- | ------------- | -------- | -------- | ------------------- | ------------------- | ------------------- |
| 2025 Details | Marokko   | Marokko       | 3:2      | Tansania | Kamerun             | 4:1                 | Angola              |